# (249010) Abdel-Samad
(249010) Abdel-Samad ist ein Asteroid des Hauptgürtels, der am 26. August 2007 vom deutschen Amateurastronomen Rolf Apitzsch am Observatorium Wildberg entdeckt wurde.
Der Asteroid wurde am 18. Februar 2011 nach dem ägyptisch-deutschen Politikwissenschaftler Hamed Abdel-Samad (* 1972) benannt.